# Ballon de Paris
Ballon de Paris es un globo cautivo, que sirve como atractivo turístico y como herramienta de sensibilización sobre la calidad del aire, instalado en París desde 1999 en el Parc André-Citroën. Diseñado y desarrollado por la empresa Aerophile, ha recibido medio millón de visitantes en diez años.